# Kallinikos von Petra
Kallinikos von Petra war ein antiker griechischer Rhetor und Geschichtsschreiber. Er lebte während der Reichskrise des 3. Jahrhunderts im römischen Reich.
Kallinikos, dessen Vater Gaius hieß, stammte aus Petra in der Provinz Arabia Petraea. Sein Beiname war Suetorius oder Suctorius. Er soll dem byzantinischen Lexikon Suda zufolge in Athen unterrichtet haben, wo er ein Rivale eines gewissen Genethlios gewesen sei. In der Suda wird Kallinikos als Verfasser mehrerer Schriften erwähnt, von denen heute nur Fragmente erhalten sind. Dazu zählten mehrere Enkomia und Reden, eine rhetorische Schrift, die er einem Lupus widmete (wahrscheinlich dem römischen Gouverneur Virius Lupus), eine Lobschrift Roms mit dem Titel Über die Erneuerung Roms, eine Rede an Kaiser Gallienus sowie eine Geschichte Alexandrias in zehn Büchern.
Die Geschichte Alexandrias wurde wohl von Porphyrios benutzt. Arthur Stein zufolge war sie Zenobia, der Königin von Palmyra, gewidmet, die nach der Eroberung der römischen Provinz Ägypten durch palmyrenische Truppen „Kleopatra“ genannt worden sei; aus diesem Grund habe der Autor des Suda-Eintrags mitgeteilt, Kallinikos habe ein Werk An Kleopatra verfasst. Dieser These, die viel Zuspruch gefunden hat, widersprach Udo Hartmann, der eine Rede für „Kleopatra“ (vielleicht eine rhetorische Lehrschrift) und die Geschichte Alexandrias für zwei verschiedene Werke hielt. Kallinikos wird aber vielleicht einige Zeit am Hof Zenobias gelebt haben, wenngleich dies Spekulation bleiben muss. Möglicherweise wurde sein Geschichtswerk, falls es bis in die Zeit Zenobias reichte, von dem anonymen Autor der Historia Augusta für Passagen über die Zeit um 270 benutzt.

## Textausgaben
- Die Fragmente der griechischen Historiker, Nr. 281.
- Brill’s New Jacoby, Nr. 281 (mit englischer Übersetzung und Kommentar von Anthony Kaldellis).